# Горня-Бодежишта
Горня-Бодежишта (серб. Горња Бодежишта / Gornja Bodežišta) — село в общине Гацко Республики Сербской Боснии и Герцеговины. Население составляет 12 человек по переписи 2013 года.